# Hydroxychloroquine
Wikipédia ne donne pas de conseils médicaux ou sanitaires. Cet article est susceptible de contenir des informations obsolètes ou inexactes. Seul un professionnel de la santé est apte à vous fournir un avis médical, et seules les autorités sanitaires de votre pays sont compétentes pour donner des consignes de santé publique relatives à la pandémie de Covid-19.
Ne doit pas être confondu avec Chloroquine.
Pour les articles homonymes, voir HCQ.
L’hydroxychloroquine (HCQ) est un médicament (commercialisé sous forme de sulfate d'hydroxychloroquine, par Sanofi sous les noms de marque Plaquenil/Quensyl/Plaquinol, et d'autres producteurs sous le nom d'Axemal et Dolquine) indiqué en rhumatologie dans le traitement de la polyarthrite rhumatoïde et du lupus érythémateux disséminé pour ses propriétés anti-inflammatoires et immunomodulatrices. Elle est inscrite sur la liste des médicaments essentiels de l'OMS. En 2020, cette molécule est également le sujet de recherches non concluantes, puis d'une controverse, dans le contexte de la lutte contre le coronavirus SARS-CoV-2.

## Histoire
Les propriétés fébrifuges et antipaludiques de l'écorce amère de l'arbuste quinquina originaire d'Amérique du Sud sont connues en Europe au XVIIe siècle.
En 1820 les pharmaciens français Caventou et Pelletier isolent l'amer ou alcaloïde qui en est le principe actif, auquel ils donnent le nom de quinine.
En 1934, un chimiste allemand, Hans Andersag, synthétise la chloroquine, un dérivé de la quinoléine, le noyau aromatique de la quinine.
Dans les années 1960, en raison de leurs propriétés anti-inflammatoires, la chloroquine et l'hydroxychloroquine sont prescrites, notamment en rhumatologie.
Très utilisées à titre préventif par les voyageurs, les fonctionnaires et les soldats qui se rendent dans des pays où sévit le paludisme et certaines infections tropicales, la quinine était consommée couramment dans des sodas « à base d'écorce amère de quinquina » comme la version primitive de l'Indian Tonic de Schweppes.
En 2020, en raison de propriétés anti-virales in vitro, l'intérêt de l'hydroxychloroquine est étudié, notamment chez les patients en début d'infection par le coronavirus SARS-CoV-2.
La chloroquine et l'hydroxychloroquine sont commercialisées en France sous forme de sulfates, respectivement sous les marques Nivaquine et Plaquenil.
L'hydroxychloroquine était délivrée sans ordonnance jusqu'en janvier 2020.

## Caractéristiques physico-chimiques
L'hydroxychloroquine est chimiquement apparentée à deux autres antipaludéens : la quinacrine et la chloroquine. Elle partage avec cette dernière une structure de type 4-amino-quinoléine et n'en diffère que par un groupe hydroxyle (OH) en bout de chaîne. Elle se présente également sous la forme de deux énantiomères car elle est chirale. En effet, l'atome de carbone en α de l'amine et qui porte un substituant méthyle est asymétrique, comme dans la chloroquine. Les différences dans les propriétés pharmacologiques de chaque énantiomère de l'hydroxychloroquine sont vraisemblablement du même ordre que celles observées avec la chloroquine.
Le sulfate d'hydroxychloroquine est une poudre cristalline blanche blanchâtre, soluble dans l'eau, presque insoluble dans l'alcool, le chloroforme et l'éther.

## Pharmacocinétique et métabolisation
L'hydroxychloroquine a une pharmacocinétique proche de celle de la chloroquine : absorption gastro-intestinale rapide, élimination par les reins. Une fois dans le tractus digestif, la molécule passe facilement dans le sang pour atteindre son taux plasmatique maximal en 1 à 2 heures (taux qui persistera en raison d'une forte liaison aux protéines plasmatiques). La molécule a ensuite un tropisme marqué pour le foie et le rein, et moindrement l'œil. Elle passe la barrière placentaire (« les concentrations sanguines chez le fœtus sont similaires aux concentrations sanguines maternelles » (on la retrouve aussi en faible quantité dans le lait maternel).
Métabolisation : la molécule est directement (mais très lentement) éliminée par le rein ou préalablement métabolisée par alkylation et glycuroconjugaison en N-déséthyl-hydroxychloroquine grâce à des enzymes du cytochrome P450 (CYP2D6, 2C8, 3A4 et 3A5),.

## Indications en clinique

### Paludisme
Initialement utilisé dès 1955 dans le traitement du paludisme, il ne l'est plus aujourd'hui en raison du développement de résistances chez le Plasmodium, parasite responsable du paludisme.
L'hydroxychloroquine était initialement utilisée comme une alternative moins toxique à la chloroquine, sans être efficace contre les formes latentes de Plasmodium vivax et Plasmodium ovale (dites « hypnozoïtes » : causes de rechutes tardives). En 2020, elle n'est plus recommandée pour la prévention ou prise en charge du paludisme dans le Sahel par l'OMS,, ni pour le « paludisme d’importation » en France par la Société de pathologie infectieuse de langue française (SPILF) (2017), et ne figure plus pour cet usage dans la Base de données française des médicaments. Son usage comme antipaludéen est parfois remplacé au profit notamment de composés contenant entre autres de l'artémisinine (avec certaines restrictions,,) ou de la méfloquine (malgré certains effets indésirables}, mais elle est encore le traitement de choix dans d'autres pays d'Europe, par exemple pour le paludisme non compliqué importé en Norvège et elle reste en 2020 (de même que la chloroquine) approuvés par la FDA « pour prévenir et traiter certains types de paludisme » (paludisme non compliqué dû à P. falciparum, P. malariae, P. ovale et P. vivax) dans les zones géographiques où la résistance à la chloroquine n'est pas signalée. Le NIH recommande aux médecins de consulter le site Web du CDC sur la malaria avant de prescrire ce médicament pour le traitement ou la prophylaxie du paludisme.

### Rhumatologie
Dans le lupus érythémateux disséminé (ou systémique) elle permet de maintenir la rémission et améliore les manifestations cutanées, articulaires et autres. L'hydroxychloroquine réduit la morbidité néonatale chez les femmes atteintes de lupus érythémateux disséminé (moins de bébés prématurés et anormalement petits), comme immunomodulateur, à des doses plus élevées (200–400 mg/j) que contre le paludisme. Les autres indications en rhumatologie incluent :
- la polyarthrite rhumatoïde aiguë ou chronique (chez l'adulte),
- le syndrome de Gougerot-Sjögren,
- porphyrie cutanée tardive et
- la purpura thrombopénique immunologique

Mais aussi les troubles articulaires infectieux :
- arthrite due à la maladie de Lyme (dite « arthrite de Lyme »)[18].

L'hydroxychloroquine a un effet immunomodulateur étudié depuis les années 1960 ; elle augmente le pH lysosomial dans les cellules présentatrices d'antigène. En conditions inflammatoires, elle bloque les récepteurs de type Toll des cellules dendritiques plasmacytoïdes. Les récepteurs de type Toll 9 conduisent à la production d'interféron et poussent les cellules dendritiques à mûrir et à présenter des antigènes aux lymphocytes T. L'hydroxychloroquine, en diminuant les signaux des récepteurs de type Toll, réduit l'activation des cellules dendritiques et le processus inflammatoire. Dans un modèle murin (rat) d'arthrite, cette molécule testée comme immunomodulateur a aussi eu un effet antioxydant. Et pour les neutrophiles humains, elle semble réduire la concentration d'oxydants externes tout en diminuant la phosphorylation de la protéine kinase C, ce qui pourrait être l'une des explications de son effet anti-inflammatoire encore mal compris.

### Dermatologie
L'hydroxychloroquine est indiquée en prévention des lucites (une forme d'allergie solaire).

### Législation
L'hydroxychloroquine est inscrite sur la liste des médicaments essentiels de l'OMS pour son utilisation en rhumatologie.
En France, l'hydroxychloroquine est classée substance vénéneuse sous toutes ses formes depuis l'arrêté du 13 janvier 2020 signé par le Directeur Général de la Santé Jérôme Salomon. Le 8 octobre 2019 l'Agence nationale de sécurité du médicament et des produits de santé (ANSM) demande un avis à l’Agence nationale de sécurité sanitaire de l'alimentation, de l'environnement et du travail (ANSES) qui rend son avis en date le 12 novembre 2019. Il rejoint l'avis de l'ANSM et porte l'hydroxychloroquine sur la liste II des substances vénéneuses (médicaments comprenant des substances toxiques).
La molécule est aussi utilisée en médecine vétérinaire, notamment pour les chiens,,. En France, « Cette substance active n’entre pas dans la composition de médicaments vétérinaires autorisés, son classement est donc sans impact en médecine vétérinaire. »

## Contre-indications, interactions, effets secondaires
L'étiquetage du médicament mentionne notamment que l'hydroxychloroquine ne doit pas être prescrite aux personnes présentant une hypersensibilité connue aux composés de la 4-amino-quinoléine. D'autres contre-indications existent :
- diabète de type 2 ;
- épilepsie ;
- psoriasis ;
- maladies cardiaques (insuffisance cardiaque, infarctus, arythmie, allongement congénital du QTc) ;
- maladie de Parkinson ;
- porphyrie, déficit en G6PD (favisme) ;
- troubles de la kaliémie ou de la magnésémie[33].

Des médicaments interagissant négativement avec l'hydroxychloroquine sont déconseillés, à éviter ou à doser différemment, dont :
- les médicaments allongeant l'intervalle QT sur l'électrocardiogramme ou favorisant les torsades de pointe peuvent être contre-indiqués ou déconseillés : citalopram, escitalopram, hydroxyzine, dompéridone, pipéraquine (en), halofantrine (en), antidépresseurs tricycliques, les antipsychotiques et certains anti-infectieux)[5]. La fiche « hydroxychloroquine » de la FDA répertorie les interactions médicamenteuses connues pour le Plaquenil[34] ;
- les médicaments altérant la fonction hépatique (ex. : aurothioglucose (Solganal), cimétidine (Tagamet) ou digoxine (Lanoxin)[35] ;
- les médicaments altérant la fonction rénale (ex. : pénicillamine dont l'hydroxychloroquine peut augmenter les concentrations plasmatiques, ce qui peut induire des effets secondaires graves) ;
- Les antiacides car ils peuvent diminuer l'absorption de l'hydroxychloroquine[35] ;
- La néostigmine et la pyridostigmine qui antagonisent l'action de l'hydroxychloroquine[35] ;
- l'insuline et les hypoglycémiants oraux qui voient leurs effets hypoglycémiants exacerbés par l'hydroxychloroquine. Leur posologie est à adapter pour prévenir une grave hypoglycémie.

### Effets indésirables et toxicité
L'hydroxychloroquine est un médicament à marge thérapeutique étroite (hautement toxique en cas de surdose). À dose égale et à propriétés pharmacologiques comparables, elle est cependant réputée 2 à 3 fois moins toxique que la chloroquine (selon le modèle animal),,, mais avec des conséquences semblables en termes d’organes ou fonctions physiologiques affectés. Certaines sont expliquées depuis les années 1940 et d'autres encore mal comprises. « Non toxique, le Plaquenil a des effets secondaires tout à fait supportables, même pour les patients fragiles et âgés » explique Guillaume Robert de l'INSERM . Selon l’Agence nationale de sécurité du médicament et des produits de santé, sur la base des effets secondaires de la chloroquine rapportés, comparés aux données de ventes (3 987 854 boîtes de trente comprimés dosés à 200 mg vendues en France entre le 1er janvier 2017 et le 31 décembre 2019, les données de pharmacovigilance rapportent sur la période (72 mois) 312 cas signalés pour « au moins un effet indésirable », soit moins de 0,01 %. Sur ces 312 cas d'effets indésirables signalés, 21 (6,7 %) sont des effets cardiovasculaires dont quatre cas d’insuffisance cardiaque, huit cas de cardiomyopathie, huit cas de troubles du rythme au sens large et un cas d'hypertension pulmonaire. Deux cas sont des décès (dont un par intoxication médicamenteuse chez un sujet prenant en outre six psychotropes).
Le surdosage est la première cause de problèmes graves ; et comme la molécule est très vite absorbée, les symptômes peuvent survenir dès trente minutes après ingestion : effets visuels et auditifs, gastro-intestinaux, cutanés, cérébraux (somnolence, céphalée) et neuromusculaires (convulsions), sanguins et cardiovasculaires (arythmie, insuffisance cardiaque, etc.), difficultés respiratoires, etc.
Les posologies non-antipaludéennes conduisent souvent à un cumul de doses susceptibles de déclencher une toxicose médicamenteuse. Outre cette dose cumulée, les facteurs de risques sont :
- l’obésité,
- être enfant[42],
- avoir plus de 60 ans,
- avoir une maladie rétinienne,
- prendre des médicaments interagissant négativement avec l’hydroxychloroquine (tamoxifène notamment[43]),
- souffrir d'insuffisance rénale ou hépatique (insuffisance causant une accumulation d'hydroxychloroquine dans les tissus, ce qui équivaut à un surdosage)[44].

Les mécanismes en sont pour partie mal compris, mais pourraient notamment être liés à des métabolites sources d’espèces réactives de l'oxygène. Des protocoles de soins sont décrits par la littérature médicale,.
| Effets toxicologiques                | Descriptions des effets de l’hydroxychloroquine (ou de ses dérivés, sulphate, phosphate) |
| ------------------------------------ | --- |
| Mort par empoisonnement              | L’hydroxychloroquine est moins toxique que la chloroquine, ou que la quinine, mais elle est une des premières causes d'empoisonnement par les antipaludéens ; - une seule surdose importante peut être mortelle ; elle est parfois utilisée pour des suicides, en particulier en Afrique et en France ; |
| Cardiotoxicité                       | Le traitement (aigu ou chronique) a fréquemment des effets cardiovasculaires potentiellement graves (faisant alors généralement à la suite d'un surdosage) ; comme pour la chloroquine, ils incluent : - des cardiomyopathies (parfois mortelles) avec souvent une hypertrophie, physiologie restrictive et insuffisance cardiaque congestive, parfois irréversibles ; les signes et symptômes de cardiomyopathie devraient être suivis lors du traitement, dont via outils tels que l'ECG ; - l'allongement de l'intervalle QT, Torsades de pointe, arythmies ventriculaires, un syndrome tachycardie-bradycardie ou complications cardiaques ; des troubles de la conduction (bloc de branche) du faisceau auriculo-ventriculaire, droit ou gauche et/ou le bloc auriculo-ventriculaire induisant des syncopes ; la toxicité chronique de la molécule doit être prise en compte lors du diagnostic de troubles de la conduction (bloc ramifié / bloc cardiaque auriculo-ventriculaire) ou d'hypertrophie biventriculaire. Selon le fabricant, si une cardiotoxicité est suspectée, l'arrêt rapide du médicament peut prévenir des complications potentiellement mortelles. Le médicament ne doit donc pas être administré avec d'autres médicaments susceptibles de modifier l'intervalle QT. |
| Neurotoxicité                        | L'hydroxychloroquine affecte le système nerveux, avec : - de possibles neuropathies proximales ou des muscles squelettiques impliquant « une faiblesse progressive et une atrophie des groupes musculaires proximaux » ; - une « dégradation des réflexes tendineux » ; les patients suivant un traitement chronique doivent faire périodiquement évaluer leurs réflexes tendineux profonds ; - une « conduction nerveuse anormale » ; « Les biopsies nerveuses ont été associées à des corps curvilignes et à une atrophie des fibres musculaires avec des changements vacuolaires » ; - des effets psychiatriques mineurs (labilité, nervosité) ; et moins fréquemment des épisodes psychotiques et neuropsychiatriques sont éventuellement possibles, avec des éventuels comportements suicidaires (rarement, comme pour la chloroquine). Typiquement, la psychose peut survenir « chez un malade sans antécédents psychiatriques » avec « manifestations à type de délire, hallucinations, épisode maniaque, ou dépression, après un délai de quelques heures à quarante jours, cédant en moyenne une semaine après l’arrêt des antipaludéens de synthèse. Il n’y a pas de relation entre la dose d’antipaludéens de synthèse administrée et la survenue de troubles psychiatriques. Les mécanismes de survenue sont inconnus ; il semble s’agir d’une réaction idiosyncrasique ». Une revue d'étude récente (mi-2018) a identifié comme facteurs de risques la « co-exposition à des médicaments en interaction, la consommation d'alcool, les antécédents familiaux de maladies psychiatriques, le sexe féminin et l'utilisation concomitante de glucocorticoïdes à faible dose » ; ces facteurs peuvent « précipiter une psychose induite par l'hydroxychloroquine ». Ce risque peut être atténué par une détection précoce « Dans certains cas, il a été possible d'inverser le comportement psychotique avec le traitement antipsychotique ou avec la suspension de l'hydroxychloroquine ». Le 14 mai 2020, l'ANSM publie un avertissement concernant des troubles neuropsychiatriques causés par l'hydroxychloroquine utilisée comme traitement contre la Covid-19 (psychoses et tentatives de suicide), symptômes peut-être aggravés par le confinement et le contexte anxiogène de la pandémie. - un syndrome de mouvements involontaires (jusqu’aux convulsions) qui n’est a priori induit qu'en cas de surdosage ; - la neuromyopathie (rare mais grave), résultant a priori d'années de bioacccumulation de la molécule. Elle peut être proximales ou concerner les muscles squelettiques, avec « faiblesse progressive et une atrophie des groupes musculaires proximaux, des réflexes tendineux déprimés et une conduction nerveuse anormale ». La biopsie montre une atrophie des fibres musculaires et des changements vacuolaires ; |
| Néphrotoxicité                       | L'administration chronique d'hydroxychloroquine au rat affecte la morphologie et la fonction des cellules rénales, pouvant induire (même à court terme) des nécroses cellulaires (mais moins que dans le cas de la chloroquine : 70 % des rats traités à la chloroquine développent une fibrose tissulaire intersticielle, contre seulement 20 % du groupe traité à l’hydroxychloroquine). |
| Hépatotoxicité                       | Le foie accumule l'hydroxychloroquine ; - dans les cellules de Kupffer où l’on sait que la chloroquine endommage les lysosomes. Ces derniers deviennent anormalement nombreux et gros ; et sont surchargés par du matériel non-digestible. - Selon Zhao et al. en 2005, la membrane des lysosomes semble aussi se fragiliser en présence de chloroquine ; - un risque (rare) d'hépatite fulminante existe. |
| Toxicité oculaire Rétinopathie…      | La toxicité oculaire de l'hydroxychloroquine concerne deux zones distinctes du globe oculaire : 1) la cornée : des dépôts peuvent s’y former en générant des kératopathies vortex ou verticillates cornéennes. Ces « dépôts cornéens », selon Stokkermans (2019) résultent d'une liaison entre chloroquine et des lipides des cellules de l'épithélium basal de la cornée. Ils causent des halos et reflets qui parasitent la vision. En outre le cristallin peut partiellement s'opacifier et le corps ciliaire fonctionne mal ; Ces troubles sont sans rapport avec la posologie et généralement réversibles à l'arrêt de l’hydroxychloroquine ; 2) la macula : en cas de rétinopathie avancée, elle peut être irréversiblement dégradée (« Des lésions rétiniennes irréversibles ont été observées chez certains patients ayant reçu du sulfate d’hydroxychloroquine » précise la notice du Plaquenil) : - les cônes maculaires sont endommagés à l'extérieur de la fovéa ; des anomalies de pigmentation maculaire apparaissent ; une lésion maculaire en « œil de bœuf » (absente au début de l’atteinte) réduit progressivement de l'acuité visuelle (remarque : les personnes d'origine asiatique peuvent avoir la rétine qui se dégrade d'abord à l'extérieur de la macula ; il leur est recommandé de tester leur champ visuel dans les 24 degrés centraux au lieu des dix degrés centraux) ; en phase finale le disque optique devient anormalement pâle. - des spicules osseux périphériques peuvent se former, avec une mauvaise vascularisation ; - la vision nocturne se dégrade, de même que le champ visuel ; en cas d'utilisation chronique (5–7 ans ou plus) ou après des doses élevées si le traitement n'est pas stoppé ou adapté, le sujet peut perdre la vue,. La cause serait que l'activité des lysosomes de l'épithélium pigmentaire rétinien (RPE) est dégradée, ce qui inhibe la phagocytose des segments externes des photorécepteurs éliminés. S'ensuit une perte irréversible de photorécepteurs et une atrophie de cet épithélium ; Facteurs de risque : ils varient selon les auteurs, mais le seuil posologique est généralement estimé de 5 à 6,5 mg/kg de poids corporel/jour de sulfate d'hydroxychloroquine, utilisé sur plus de cinq ans. Le risque augmente en cas de filtration glomérulaire subnormale, et de prise conjointe de citrate de tamoxifène (qui présente aussi une toxicité oculaire) ou si une maladie maculaire est concomitante au traitement. (voir détail plus bas dans l'article) ; Dépistage : il doit être initial en cas de traitement long, puis annuel après cinq ans d'utilisation. (voir détail plus bas dans l'article). Chez des patients âgés, pour des traitements non antipaludéens, la posologie recommandée suffit parfois à induire une toxicité oculaire ;                   |
| Troubles digestifs                   | Les troubles digestifs sont le symptôme le plus courant (même à court terme), avec pour un traitement antipaludéens : de légères nausées, des crampes d'estomac occasionnelles accompagnées d'une légère diarrhée, des crampes une diminution de l’appétit, allant éventuellement jusqu'aux vomissements et à l’anorexie. - hypoglycémie, parfois grave et pouvant alors entrainer une perte de conscience et la mise en danger la vie chez les patients « traités avec ou sans médicaments antidiabétiques » ; les patients « doivent être avertis du risque d'hypoglycémie et des signes et symptômes cliniques associés. Les patients présentant des symptômes cliniques suggérant une hypoglycémie pendant le traitement doivent faire vérifier leur glycémie et revoir le traitement si nécessaire »,. |
| Allergies (et autres effets cutanés) | C'est le trouble le plus fréquent après les troubles digestifs. Comme la quinine ou la chloroquine, même à faible dose, l’hydroxychloroquine peut induire (dans les 2 à 33 jours après la première prise) : - démangeaisons, éruptions cutanées (de type exanthèmes maculopapulaires) et (chez certains patients traités pour un lupus) prurit aquagénique, parfois associé à une urticaire aquagénique, généralisé, apparaissant quelques minutes après un contact avec l'eau (chaude ou froide) ; d'abord très intense durant dix minutes environ puis disparaissant en quelques heures ; le prurit aquagénique apparaissant de une à trois semaines après le début du traitement ; en début de traitement, un érythème généralisé fébrile associé à des pustules suggère une pustulose exanthématique aiguë généralisée qui en France « impose l’arrêt du traitement et contre-indique toute nouvelle administration » ; - photosensibilisation ; - acné ; - changements de couleur de la peau (pâleur due à l’anémie et/ou hyperpigmentation localement ardoisée, en cas de traitement chronique (par exemple d'un lupus ou d'une polyarthrite rhumatoïde) après une durée médiane de traitement de 6,1 ans et une dose cumulée de 720 g) et/ou changement de couleur des cheveux) avec parfois desquamation, cloques dans la bouche et autour des yeux (comme pour le traitement à la chloroquine) ; - perte de cheveux (plus courantes chez les noirs africains (70 % des cas) moins fréquentes avec les autres type de peau ; - éosinophilie rarement, ou autres symptômes systémiques ; - le risque d'allergies et leur intensité augmentent avec la charge parasitaire paludisme et/ou avec l’âge ; et il croît en période de fièvre paludéenne ; - angio-œdème et bronchospasme ; - une base génétique pourrait être liée au fait que la chloroquine se lie aux récepteurs opiacés de manière centrale ou périphérique ; - le psoriasis et la porphyrie sont parfois fortement exacerbés par cette molécule qui ne devrait pas être utilisé chez ces patients « sauf si, de l'avis du médecin, le bénéfice pour le patient l'emporte sur le danger éventuel » d’après la notice du médicament. Nota : divers protocoles de désensibilisation prolongée aux allergies à l'hydroxychloroquine ont été proposés ; ils durent 4 à 36 jours et visent plutôt des allergies légères à modérées, un cas de désensibilisation accélérée en cinq heures, sous surveillance médicale, a été décrit. Un autre, deux étapes et via des prises orales, s'est montré efficace chez douze de treize patients l'ayant testé. Ils peuvent améliorer la qualité de vie des patients modérément allergiques et réduire les non-observances du traitement pour cause d'allergie,.                                                                                 |
| Toxicité cellulaire                  | La chloroquine se répartit dans tout le corps mais cible particulièrement certaines cellules (de l’œil, dans la rétine et la cornée) ou elle se concentre dans le foie ou le rein chargés de détoxiquer l'organisme. |
| Ototoxicité                          | Le risque de troubles de l'audition augmente (comme sous chloroquine), avec principalement des acouphènes et des vertiges voire une surdité. |
| Génotoxicité, cancérogénicité        | « La chloroquine est (en France) inscrite sur la liste II des substances vénéneuses […] par arrêté du 7 janvier 1999. » Selon la Base française de données publique du médicament (version 26 mars 2018), « Les données disponibles sur la génotoxicité de l’hydroxychloroquine sont limitées, par conséquent les données de la chloroquine ont été prises en compte en raison de la similitude de structure et des propriétés pharmacologiques des deux molécules. Les données issues de la littérature ont montré un potentiel génotoxique de la chloroquine in vitro et in vivo. Aucune étude pertinente de cancérogénicité n’a été fournie pour l’hydroxychloroquine ou la chloroquine. Chez l’Homme, les données sont insuffisantes pour écarter un risque augmenté de cancer chez les patients recevant un traitement au long cours » ; |
| Reprotoxicité                        | Elle est encore discutée. En France, selon la fiche Plaquenil de la base de données publique du médicament (version mars 2020) « en raison du potentiel génotoxique de la chloroquine, les hommes et les femmes en âge de procréer doivent utiliser une contraception efficace pendant le traitement et jusqu’à huit mois après l’arrêt du traitement ». De même, la chloroquine ne doit pas être utilisée pendant la grossesse ». |

### Toxicité oculaire

#### Doses toxiques pour l'homme
La dose toxique pour l'homme est de 400 mg/j (ou 6,5 mg/kg de poids corporel idéal) en traitement long, c'est-à-dire après cinq ans, ou à la suite d'une dose cumulée d'un kilogramme était considéré comme la dose sûre en termes de toxicité oculaire pour un adulte moyen, mais il est apparu que la toxicité de l'hydroxychloroquine n’est pas dose-dépendante mais plutôt liée à la dose cumulée totale, et à la durée du traitement. Selon le modèle animal, toutes les couches de la rétine sont endommagées, mais les cônes et bâtonnets le sont le plus.
Des preuves récentes plaident pour une toxicité rétinienne plus élevée qu’on le pensait. La prévalence d'effets toxiques rétiniens serait en moyenne en Corée du Sud de 2,9 % pour les traitements rhumatologiques, mais de 7,5 % au Royaume-Uni pour les traitements non paludéens de long terme, et selon la dose cumulée, elle y augmente de 20 à 50 % après vingt ans de traitement (étude basée sur 2 361 patients). Au Royaume-Uni, le Royal College of Ophthalmologists a produit un formulaire de référence récent et des lignes directrices (depuis 2018) aidant les médecins à identifier les patients à haut risque et nécessitant un dépistage rétinien approfondi. La dose est à ajuster au poids du patient, à partir d'algorithmes ad hoc et de calculateurs,, mais selon l'algorithme, les résultats diffèrent ; les femmes, moins lourdes que les hommes, sont exposées au surdosage (vers 2010, 16 % à 98 % d'entre elles étaient dans la plage toxique et 12 %–56 % des patients des États-Unis étaient surdosés),,,.
Remarque : certaines cellules de l’œil concentrent la molécule ; y compris in utero (si la mère est traitée par de la chloroquine),.

#### Prévention, dépistage des effets secondaires
Le dépistage porte sur la qualité de la vision (vision floue, difficulté à concentrer le regard) et du champ visuel,. Dès qu'une anomalie rétinienne est détectée, un examen ophtalmologique approfondi est recommandé. L'examen annuel doit inclure BCVA, VF et SD- OCT (et l'électrorétinogramme multifocal (mfERG), la tomographie à cohérence optique dans le domaine spectral (SD-OCT) ainsi que l'autofluorescence du fond d'œil (FAF), peuvent être plus précis que la simple évaluation des champs visuels). « Les tests de grille Amsler ne sont plus recommandés. Les examens du fond d'œil sont conseillés pour la documentation, mais la « maculopathie à œil de bœuf » visible est un changement tardif, et l'objectif du dépistage est de reconnaître la toxicité à un stade plus précoce ». Pour les autres patients, ce rythme d’examen peut commencer après cinq ans de traitement. L'hydroxychloroquine ayant une « demi-vie particulièrement longue », notamment dans l’œil, même après un arrêt du traitement justifié par une toxicité oculaire « le patient doit être étroitement surveillé étant donné que les modifications de la rétine (et les troubles visuels) peuvent progresser même après l'arrêt du traitement ». Les recommandations de l'American Academy of Ophthalmology pour le dépistage de la rétinopathie à la chloroquine (CQ) et à l'hydroxychloroquine (HCQ) ont été publiées en 2002 les outils et connaissances ont évolué depuis, mais en 2020 selon cette académie : « Aucun traitement n'existe encore pour ce trouble […] Les patients doivent être conscients du risque de toxicité et de la justification du dépistage (pour détecter les changements précoces et minimiser la perte visuelle, pas nécessairement pour l'éviter). Les médicaments doivent être arrêtés si possible lorsque la toxicité est reconnue ou fortement suspectée, mais il s'agit d'une décision à prendre en collaboration avec les patients et leurs médecins ».

### Traitement du surdosage ou de l'intoxication par hydroxychloroquine
Tout surdosage en amino-4-quinoléine est grave, notamment chez les nourrissons (chez qui 1 à 2 g suffisent parfois à provoquer la mort).
Une intoxication avérée par hydroxychloroquine impose une prise en charge pré-hospitalière urgente (SAMU ou autre service mobile d’urgence). Avant l'arrivée d'une ambulance, une perfusion IV avec une solution de remplissage peut être posée. À partir de 4 g supposés ingérés ou en cas d'hypotension (et/ou de signes ECG), les mesures préconisées sont l'injection d'adrénaline (0,25 µg kg−1 min−1) ; l'intubation et ventilation assistée ; le diazépam (2 mg/kg en 30 min, puis 2 à 4 mg/kg par 24 heures). Une suspicion d'intoxication exige aussi une hospitalisation (quelle que soit la quantité estimée ingérée).
En cas d’intoxication, ni l’acidification des urines, ni l’hémodialyse, ni la dialyse péritonéale ni même l'exsanguinotransfusion n’apportent de bénéfice (l'hémodialyse n'élimine que très lentement l’hydroxychloroquine ; la clairance de dialyse représente 15 % de la clairance totale).

## Production
Fin 2020 (20 décembre), l'usine de Taoyuan de la SCI Pharmtech, l'un des premiers producteurs de précurseurs de médicaments, et en particulier de sulphate d'hydroxychloroquine à Taiwan a connu une explosion et un grave incendie (un mort et un blessé) ; il a fallu 45 h pour maitriser le feu qui s'était étendu à 5 autres usines de la zone industrielle. Il n'y a pas de risque de pénurie d'hydroxychloroquine grâce à d'autres usines fabricant aussi ce produit.

## Utilisation contre la Covid-19
L'utilisation de l'hydroxychloroquine contre la Covid-19 est suggérée début 2020 par le compte-rendu d'une réunion d'officiels chinois, puis par l'infectiologue français Didier Raoult (en association à l'azithromycine), ce qui a conduit à son autorisation temporaire à titre dérogatoire dans plusieurs pays et à son utilisation courante dans plusieurs autres pays, notamment en Afrique, en Inde et en Grèce, pays producteurs de la molécule.
En avril 2020, l'ancien ministre de la santé Philippe Douste-Blazy et l'urgentiste Patrick Pelloux demandent au gouvernement d'ouvrir la délivrance du médicament à plus de patients atteints du coronavirus, en modifiant « en urgence » le décret qui le réserve aux cas les plus graves.
Elle est ensuite écartée dans le cadre des soins d'urgence par certains pays, notamment le 15 juin par la FDA aux États-Unis, le 26 juin par la Corée du Sud, ainsi que par l'OMS à la suite d'une série de résultats négatifs ou non probants de différentes études et essais cliniques,. L'OMS précise cependant, à l'époque, que les études visant les patients non hospitalisés, ou la prise d'hydroxychloroquine en prévention, ne sont pas interrompues mais en mars 2021 elle déconseille vivement l’hydroxychloroquine comme traitement préventif : « Des recherches ont permis de démontrer avec certitude que l’hydroxychloroquine n’a pas d’effet significatif sur le risque de décès ou d’admission à l’hôpital, tandis que d’autres recherches ont montré que l’hydroxychloroquine n’a pas d’effet sur le nombre de cas de Covid-19 rapportés positifs confirmés par les laboratoires et qu’elle augmente probablement le risque d’effets indésirables » .
L'hydroxychloroquine n'ayant pas une autorisation de mise sur le marché (AMM) pour la Covid-19, la prescription hors AMM (off-label) par ordonnance est possible au cas par cas sous la responsabilité du médecin avec obligation d'information du patient.

### Essais et études
- 5 octobre 2020 : l'essai britannique Recovery montre l'absence d'effet bénéfique de l'hydroxychloroquine chez les patients déjà hospitalisés[99],[100].
- 16 octobre 2020 : l'essai international Solidarity confirme l'inefficacité de l'hydroxychloroquine également chez les patients hospitalisés[101],[102].
- l'essai français Covidoc, censé tester la combinaison hydroxychloroquine / azithromycine, est interrompu en 2020; ses résultats n'ont pas été jugés dignes d'être publiés[103].
- 5 avril 2021 : une étude montre par méta-analyse sur 10 ans d'observations, que les traitements avec la chloroquine et l'hydroxychloroquine sont sûrs et qu'il n'y a pas de risques cardiaques avérés, quelques rares arythmies ventriculaires et infarctus du myocarde remarqués sur des patients hospitalisés pour Covid-19 étant dus à l'application de doses plus élevées que les doses habituelles, l'étude concluant qu'il faut éviter de recourir à de telles prescriptions[104]. Cette méta-étude ne porte pas sur l'efficacité des traitements contre le covid en elle-même.
- 2 janvier 2024 : une étude de chercheurs du CHU de Lyon et publiée dans la revue Biomedicine & Pharmacotherapy estime que l'hydroxychloroquine aurait mené à 16 990 morts durant la première vague au printemps 2020, avec une augmentation de la mortalité de 11 %[105],[106],[107]. Cette étude est finalement rétractée[105].
- 17 décembre 2024 : l'étude de Philippe Gautret et Didier Raoult de 2020 sur l'efficacité du traitement du Covid-19 par l'hydroxychloroquine est rétractée en raison de non-respect de multiples règles, mais aussi la manipulation ou l’interprétation problématique de résultats, et de l'inquiétude de trois des auteurs de l'article concernant la méthodologie et les conclusions[108],[109].

### Théories conspirationnistes
Les débats sur l'hydroxychloroquine inspirent plusieurs théories du complot. Paradoxalement, alors que cette molécule est produite et distribuée par les industries pharmaceutiques (ce qui pourrait nourrir la théorie du complot de Big Pharma) et qu'elle est préconisée par Didier Raoult, elle n'est pas associée aux théories conspirationnistes mais aux discours antisystème ciblant notamment ces industries.